# Movimento Eucarístico Jovem
O Movimento Eucarístico Jovem (MEJ), outrora chamado de Cruzada Eucarística, é um movimento educativo católico internacional orientado para a juventude, nascido em 1915, em França depois do apelo do Congresso Eucarístico Internacional de Lourdes à formação de "uma grande liga eucarística de crianças". Deu início à sua renovação pedagógica a partir de 1962, passando a designar-se Movimento Eucarístico Juvenil. Constitui a secção juvenil da Rede Mundial de Oração do Papa. Os seus membros são chamados, no Brasil, de "mejistas".
Este movimento é formado por jovens entre os 10 anos aos 25 anos e está presente em mais de 59 países. Tem as suas raízes na Rede Mundial de Oração (Apostolado da Oração) e inspira-se nos Exercícios Espirituais de Santo Inácio.

## História

### No mundo
A origem do Movimento Eucarístico Jovem remonta ao ano de 1865, quando o Padre Leonardo Cros, Diretor Espiritual do Colégio Tívoli em Bordéus (França), formou um grupo chamado “Milícia do Papa”, para aproveitar o entusiasmo dos alunos que queriam defender o Papa contra os ataques das tropas de Garibaldi. As armas que o padre lhes propôs foram as do Apostolado da Oração, fundado em 1844 pelo Padre Francisco Xavier Gautrelet: oração, estudo e o oferecimento cotidiano da vida.
Em 1870, o Padre Henrique Ramière, sucessor do Padre Gautrelet, pediu ao Papa Pio IX a bênção para esta milícia recém-criada, que contava já com 100.000 membros no mundo todo e que promovia eficientemente a comunhão frequente de crianças, jovens e adultos, estando presente em muitos colégios em toda a Europa.
Em 1914, no Congresso Eucarístico de Lourdes, surgiu a ideia de transformar a Milícia do Papa em um movimento maior e de alcançe universal. O Papa Pio X pediu que as crianças, os adolescentes e os jovens se unissem, numa cruzada universal, rezando pela paz do mundo. Foi em 1915, no Colégio Tívoli, já citado, que nasceu a primeira Cruzada Eucarística para rapazes.
Após a primeira guerra mundial a Cruzada Eucarística atingiu grande expansão para todo o mundo, inclusive para o Brasil.
Por volta de 1933, somava quase três milhões de associados, internacionalmente.
Em 1941 foi publicado o primeiro Manual da Cruzada Eucarística, que foi base importante para o primeiro Regulamento em nível mundial.
Em 6 de janeiro de 1958, o Papa Pio XII aprovou o “Regulamento para a Cruzada Eucarística do Apostolado da Oração”, que serviria de base para os futuros manuais.
Em 1960, com motivo da peregrinação a Roma de uma delegação da Cruzada Eucarística da França, o Papa João XXIII, que tinha sido Delegado da Santa Sé na Turquia, ao dirigir-se aos jovens peregrinos, evitou o nome de “Cruzada” e falou em “Movimento”. A partir daí se impõe, primeiro na França (1962), depois em todo mundo, o nome de “Movimento Eucarístico Jovem” (MEJ), que passaria a ter uma feição pós-conciliar e moderna.
Em 2008 o MEJ estava presente em 37 países nos cinco continentes

### No Brasil
A primeira revista mensal voltada à Cruzada Eucarística foi a Revista “Cruzados da Eucaristia”, criada em 1930, editada inicialmente em Itu (São Paulo), transferida em 1935 para o Rio de Janeiro.
Em 1980, Edições Loyola publica a primeira edição do Manual do MEJ, que substituirá as “Normas da Cruzada Eucarística”, versão brasileira do Regulamento aprovado por Pio XII em 1958 acima citado, publicadas no Brasil em 1963. Importantes mudanças foram introduzidas, tais como a ampliação da faixa etária para jovens de 16 anos em diante.

## Base pedagógica
A base pedagógica do MEJ é a experiência comunitária em pequenos grupos, divididos por faixas etárias, com reuniões semanais, conduzidas por um monitor. Nelas se partilham experiências da vida real e se tratam os temas necessários à formação humana e cristã dos mejistas.
Neste processo pedagógico (que tem presente o contexto familiar, social e eclesial em que estão inseridos) os membros do MEJ desenvolvem progressivamente capacidades para:
- fazer parte de um grupo, onde aprendem a conhecer os colegas, aprender a expressar-se, descobrir junto com os outros as riquezas e dificuldades da vida;
- conviver com o povo;
- participar da vida da Igreja pela participação nas celebrações, eventos e vida da Igreja e pelas atividades próprias da missão do MEJ;
- crescer na compreensão da Palavra de Deus, da Fé e da Igreja Católica;
- fazer orações em grupo praticando diversas formas de oração (agradecimento, louvor, perdão, entrega; no silêncio, no canto; a partir da Palavra, da própria vida, etc) e celebrando juntos;
- refletir sobre a própria vida no grupo e pessoalmente para escolher as opções segundo Deus.

## Espiritualidade
Os eixos da espiritualidade do MEJ são representados por cinco pilares e um lema.
Os pilares do MEJ são:
- A Fé
- O Coração de Jesus
- A Eucaristia
- A oração
- A participação na vida e na missão da Igreja
- A relação com a Sagrada Família, ou seja os pais de Jesus, José e Maria

Estes pilares estão incluídos em três grandes pilares ou temas clássicos: Oração, Evangelho, Eucaristia e Missão.
O lema do MEJ é resumido em quatro sentenças: "Ora! Vive a Eucaristia! Serve! Prega o Evangelho, com tua vida e tua palavra!"

## Organização local
O MEJ organiza os grupos dos seus integrantes por etapas, distribuindo-os fundamentalmente pelo critério dos anos de idade, de modo que o grupo seja o mais homogêneo possível. No Brasil são três ou quatro etapas, dependendo do local:
- Grupo Pré-Sementes - voltado para crianças de 7 a 9 anos que estão se preparando para a Primeira Eucaristia.

- Grupo Semente - Reúne jovens de 10 a 12 anos, voltado aos pré-adolescentes que já fizeram a Primeira Eucaristia. Corresponde a um grupo inicial de perseverança. Nele, o pré-adolescente toma consciência principalmente sobre a Eucaristia

- Grupo Gente Nova - Reúne jovens de 13 a 15 anos. Tem como principal objetivo ajudar o adolescente a tomar consciência de sua personalidade, de poder viver sua vida de adolescente: amar, ser amado, descobrir suas potencialidades, crescer, fazer o bem, ajudar os outros; ajudar a tomar consciência e evitar práticas como o uso de drogas e o consumismo. Nesta etapa o mejista se prepara particularmente para receber o Sacramento da Crisma.

- Comunidade Fogo Novo - Reúne jovens de 16 anos até aos 29 anos. Os jovens do Fogo Novo são chamados a uma ação apostólica concreta.

## Estrutura geral
- O Diretor Internacional é o Padre Frédéric Fornos, SJ, designado pelo Santo Padre.[6][7]
- Diretor Nacional - é o Secretário Nacional do Apostolado da Oração ou uma pessoa por ele delegada. Divulga, promove e orienta o MEJ a nível nacional. Nomeia os integrantes da equipe nacional. Faz a ligação com o Diretor mundial e com os Diretores diocesanos do MEJ e participa das reuniões do MEJ a nível internacional.
- Equipe nacional - é um grupo de pessoas voluntárias, idôneas, com vivência do MEJ, nomeadas pelo Diretor Nacional para ajudá-lo nos seus trabalhos. Visa atender às necessidades do MEJ do país, elaborar o material conveniente para as necessidades do MEJ, oferecer retiros e cursos adequados a monitores, dirigentes e coordenadores e organizar os Encontros nacionais do MEJ e os Encontros de Coordenadores.
- Diretor diocesano - é o Diretor diocesano do Apostolado da Oração ou uma pessoa por ele delegada. Suas funções: realizar a missão encomendada pela autoridade eclesial, zelar pela assistência espiritual e pela fidelidade do MEJ a seus princípios e objetivos e às orientações pastorais da diocese, nomear a coordenação diocesana, promover a formação dos dirigentes do MEJ.
- Coordenador diocesano - é a pessoa nomeada pelo Diretor Diocesano para fomentar a formação, a integração, a espiritualidade, o crescimento do MEJ na diocese, e a vivência dos seus ideais; Elaborar, junto com sua equipe, o programa anual de atividades da Coordenação diocesana, tendo presentes a própria realidade, o plano pastoral da diocese e os objetivos do MEJ. E registrá-las em Relatório anua; Garantir a ligação do MEJ diocesano com o resto do Movimento, com o AO e com os organismos da diocese; Incentivar e fornecer subsídios às Coordenações dos centros.
- Coordenador local (do Centro ou Núcleo) - é um jovem maior de 17 anos ou um adulto, escolhido com aprovação do Coordenador diocesano, que coordena cada centro local do MEJ. Escolhe, em comunhão com os assessores espirituais do MEJ, os componentes da equipe de coordenação, se for o caso, e da equipe de monitores,  cuidando de  sua competente formação e oportuna motivação. Organiza e publica o programa anual de atividades do centro, e cuida de sua execução. É o responsável da caminhada normal do centro de modo a propiciar aos mejistas  viver os ideais do MEJ através das três etapas. Convoca e coordena as reuniões das equipes e do centro e faz a ponte com outras coordenações.Elabora e publica o Relatório anual de atividades do centro.
- Monitor - é um jovem, escolhido pela Coordenação do Centro, com qualidades para conduzir cada um dos grupos.